# Erigorgus bilineatus
Erigorgus bilineatus là một loài tò vò trong họ Ichneumonidae.